# Niewodnica (przystanek kolejowy)
Niewodnica – przystanek kolejowy w Niewodnicy Kościelnej, w województwie podlaskim, w Polsce. Położona jest na linii kolejowej Warszawa – Białystok.

## Ruch pasażerski[2]
| Rok  | Wymiana pasażerska na dobę |
| ---- | -------------------------- |
| 2017 | 10-19                      |
| 2018 | 10-19                      |
| 2019 | 20-49                      |
| 2020 | 20-49                      |
| 2021 | 20-49                      |
| 2022 | 10-19                      |
| 2023 | 20-49                      |